# Jagdgeschwader 4
Das Jagdgeschwader 4 (JG 4) war ein Verband der deutschen Luftwaffe im Zweiten Weltkrieg.

## Geschichte
Der Stab des JG 4 wurde am 15. Juni 1942 in Ansbach durch Umbenennung des Stabes des Jagdgeschwaders z.b.V. aufgestellt. Er wurde bei Kriegsende im nordfriesischen Leck aufgelöst.
Am 7. August 1942 wurde die 1. Staffel des Jagdgeschwaders 77, die das rumänische Erdölgebiet Ploesti gegen alliierte Luftangriffe verteidigte, in die 1. Staffel des JG 4 umbenannt und unterstand direkt dem Kommandierenden General der deutschen Luftwaffe in Rumänien. Die 2. Staffel entstand 12. Dezember 1942. Die I. Gruppe wurde am 10. Januar 1943 um eine 3. Staffel, einen Gruppenstab und eine 4. Staffel mit rumänischen Flugzeugführern, die schon zum Jahresende aus dem Geschwader ausschied, ergänzt. Im Juni 1944 bildete sich eine neue 4. Staffel, im September tauschten die 2./JG 4 und die 8. Staffel des Jagdgeschwaders 53 ihre Bezeichnung. Die I. Gruppe wurde am 19. März 1945 in Berlin-Schönefeld aufgelöst.
Die II. Gruppe des JG 4 wurde am 12. Juli 1944 durch Umbenennung der I. Gruppe des Zerstörergeschwaders 1 als sogenannte „Sturmgruppe“ gebildet und bestand anfangs aus den Staffeln 5 bis 7, wurde am 21. Juli 1944 jedoch noch um eine 8. Staffel ergänzt. Sie löste sich am 8. Mai in Leck auf.
Die III. Gruppe des JG 4 entstand am 12. Juli 1944 durch Umbenennung der III./ZG 1 und gliederte sich in vier Staffeln. Sie löste sich wie die II. Gruppe am 8. Mai in Leck auf.
Die IV. Gruppe des JG 4 wurde am 20. Oktober 1944 durch Umbenennung der II. Gruppe des Jagdgeschwaders 5 aufgestellt. Sie wurde im April 1945 in Mark Zwuschen in der Nähe von Wittenberg aufgelöst.

## Gliederung
Der Geschwaderstab führte am 10. Januar 1945 die I. bis IV. Gruppe die wiederum in Staffeln unterteilt waren. Die 1. bis 4. Staffel gehörte der I. Gruppe, die 5. bis 8. Staffel der II. Gruppe, die die 9. bis 12. Staffel der III. Gruppe und die 13. bis 16. Staffel der IV. Gruppe an. Jede Staffel, geführt durch einen Staffelkapitän, war in vier Schwärme mit je zwei Rotten zu je zwei Flugzeugen unterteilt. Daraus ergab sich eine Sollstärke der Jagdgruppe von 64 Flugzeugen in den vier Staffeln + 4 Flugzeuge für den Gruppenkommandeur und seinen Stab. Dies ergab bei vier Jagdgruppen eine Sollstärke von 272 Flugzeugen, + 4 Flugzeuge für den Geschwaderkommodore und seinen Stab. Daraus ergab sich eine Sollstärke von 276 Flugzeugen.

## Kommandeure

### Geschwaderkommodore
| Dienstgrad   | Name              | Zeit           |
| ------------ | ----------------- | -------------- |
| Major        | Gerhard Schöpfel  | 15. Juni 1944  |
| Oberleutnant | Gerhard Michalski | 6. August 1944 |

### Gruppenkommandeure
I. Gruppe
- Hauptmann Franz Hahn, Juli 1942
- Hauptmann Walter Hoeckner, 5. Februar 1944
- Hauptmann Wilhelm Steinmann, 26. August 1944

II. Gruppe
- Oberstleutnant Hans-Günther von Kornatzki, 12. Juli 1944
- Major Rudolf Schröder, 12. September 1944
- Hauptmann Erich Jugel, unbekannt

III. Gruppe
- Hauptmann Friedrich Eberle, 12. Juli 1944
- Hauptmann Strasen, unbekannt